# 阿斯楚普費恩利現代藝術博物館
阿斯楚普費恩利現代藝術博物館（Astrup Fearnley Museum of Modern Art）是位於挪威奧斯陸的一家現代藝術美術館，設立並公開於1993年。博物館最初主要收集1980年代美國藝術家的作品，後擴展為收藏各國藝術家的作品。2012年博物館搬至新址。

## 外部連結
- Astrup Fearnley Museum of Modern Art （页面存档备份，存于）